# 花猶樹戰鬥
花猶樹戰鬥發生於1931年3月28日－31日，地點則是在中國鄂南一帶（今大冶市殷祖镇花犹树一帶）。該戰鬥是國共內戰前期主要戰鬥之一，交戰一方為中華民國國民革命軍，另一方則為中國共產黨所領導之中國工農紅軍。